# Matrimonio impossibile
Matrimonio impossibile (The In-Laws) è un film del 2003 diretto da Andrew Fleming.
La pellicola è un remake del film Una strana coppia di suoceri (The In-Laws) del 1979 di Arthur Hiller  con Alan Arkin e Peter Falk.

## Trama
Mark e Melissa stanno per sposarsi, i preparativi per la cerimonia sono a buon punto ma i rispettivi genitori devono ancora incontrarsi. Il padre di lei, Jerry, è un ansioso podiatra mentre il padre di Mark, Steve, è un brillante venditore di fotocopiatrici. Steve, in realtà, è un agente della CIA che sta svolgendo una pericolosa missione e, suo malgrado, il povero Jerry viene coinvolto e arrestato dall'FBI per detenzione di materiale radioattivo. In seguito Jerry ha a che fare con gas tossici, esplosivi, viene rapito, drogato, imbarcato in aereo, portato in Francia (dove incontra un trafficante di armi psicopatico interessato ad un sottomarino nucleare russo rubato), spacciato per un criminale, gettato da un grattacielo con paracadute, preso in ostaggio durante la cerimonia di matrimonio della figlia e inseguito da un siluro intelligente. Tutto questo mentre è sempre ricercato dall'F.B.I. che lo crede il famigerato complice di un agente CIA infedele.
Alla fine tutto viene chiarito e, nonostante la distruzione del banchetto di nozze e la defezione di invitati e celebranti, il matrimonio può aver luogo ed il regalo di nozze di Steve è indimenticabile.